# Made for Love
Made for Love je americký němý film, drama z roku 1926, které režíroval Paul Sloane a produkoval Cecil B. DeMille. V hlavní roli se objevila Leatrice Joy.

## Děj
Nicholas Ainsworth je mladý americký archeolog pracující v Egyptě, který zanedbává svou manželku Joan kvůli práci. S prací mu pomáhá Lady Diana Trent, anglická šlechtična. Joan je z přístupu svého manžela frustrovaná, a tak po několika dobrodružstvích přijme dvoření místního prince. Princ, toužící po pomstě za to, co považuje za urážku své rodiny, se chystá vyhodit do vzduchu hrobku, ve které archeolog pracuje. Zanedbávaná Joan se snaží svého manžela varovat, ale oba uvíznou v hrobce po explozi. Prince zabije padající kámen a manželé jsou nakonec zachráněni a usmířeni.

## Obsazení
- Leatrice Joy jako Joan Ainsworth / Herath
- Edmund Burns jako Nicholas Ainsworth / Aziru
- Ethel Wales jako Lady Diana Trent
- Bertram Grassby jako Mahmoud Bey
- Brandon Hurst jako faraon
- Frank Butler jako Freddie Waddams
- Lincoln Stedman jako cherubín
- Neely Edwards jako Pierre
- Snitz Edwards jako Selim
- Malcolm Denny jako neurčená vedlejší role